# 2½ Kubikmeter Freiheit
Der Dokumentarfilm 2½ Kubikmeter Freiheit – Autoszenen aus der Oberpfalz (auch: Zweieinhalb Kubikmeter Freiheit) beschäftigt sich mit dem Stellenwert des Automobils in den Landkreisen Schwandorf und Cham in der Oberpfalz.

## Handlung
Thomas Füting und Christian Virmond widmen sich in ihrer Dokumentation in erster Linie den vielen Verkehrsunfällen im nördlichen Bayern. Alleine auf dem gut 20 km langen Abschnitt der B 22 zwischen Rötz und Cham verunglückten zwischen 1990 und 1997 30 Jugendliche und junge Erwachsene tödlich. Der Fokus liegt aber nicht auf den Statistiken und den offensichtlichen Ursachen der jeweiligen Unfälle. Füting und Virmond treten nicht in Erscheinung und die Szenen werden nicht kommentiert. Sie lassen die Bevölkerung vor Ort zu Wort kommen die erzählt, wie wichtig in ihrem Leben in einer ländlichen Gegend ein eigenes Fahrzeug ist. Diese Personen sprechen auch über die Hintergründe, welche in letzter Konsequenz zu den vielen – meist tödlichen – Unfällen geführt haben.
Einen großen Teil der Reportage nimmt die Tuning-Szene ein. Füting und Virmond besuchen und begleiten junge Männer, filmen sie beim Umbauen ihrer Fahrzeuge und beim Besuch von Tuningtreffen. Thematisiert werden verschiedene Beweggründe innerhalb der Szene. Neben der Verbesserung der Fahrleistungen vor allem die Aussicht auf Trophäen für die individuellen Umbauten der Fahrzeuge sowie das Gemeinschaftsgefühl beim Besuch von Automobiltreffen.
Ein Polizist beschreibt seine Arbeit und seine Erlebnisse bei nächtlichen Geschwindigkeitskontrollen entlang der B 22 und der Betreiber der Diskothek „Rast“ – ebenfalls an der B 22 zwischen Rötz und Pillmersried – erzählt seine Sicht der Dinge. Es kommen mehrere Personen zu Wort, die Freunde und nahe Angehörige bei Unfällen verloren haben und erklären, welchen Einfluss diese Ereignisse auf ihr eigenes Leben hatten. Füting und Virmond besuchen eine Familie, die den Tod der 16-jährigen Tochter und Schwester betrauert. Diese war – im vollbesetzten Auto ihres Freundes – nachts auf dem Heimweg von der Diskothek „Rast“ nach einem schweren Unfall verstorben.
Füting und Virmond lassen die Reportage mit mehreren, unkommentierten Szenen aus dem Alltagsleben einiger Protagonisten ausklingen.

## Produktion
Der Film wurde 1997 von Orkus-Film in München im Auftrag des Bayerischen Rundfunks produziert. Regie führten Thomas Füting und Christian Virmond, Virmond war zudem auch für Kamera und Schnitt verantwortlich. Die Aufnahmen wurden 1997 in der Oberpfalz gedreht.
Der Titel „2½ Kubikmeter Freiheit“ bzw. „Zweieinhalb Kubikmeter Freiheit“ bezieht sich auf den Innenraum eines PKW, der bei kleinen Fahrzeugen oder Sportwagen in etwa 2,5 m³ entspricht.